# Кратеропа жовтодзьоба

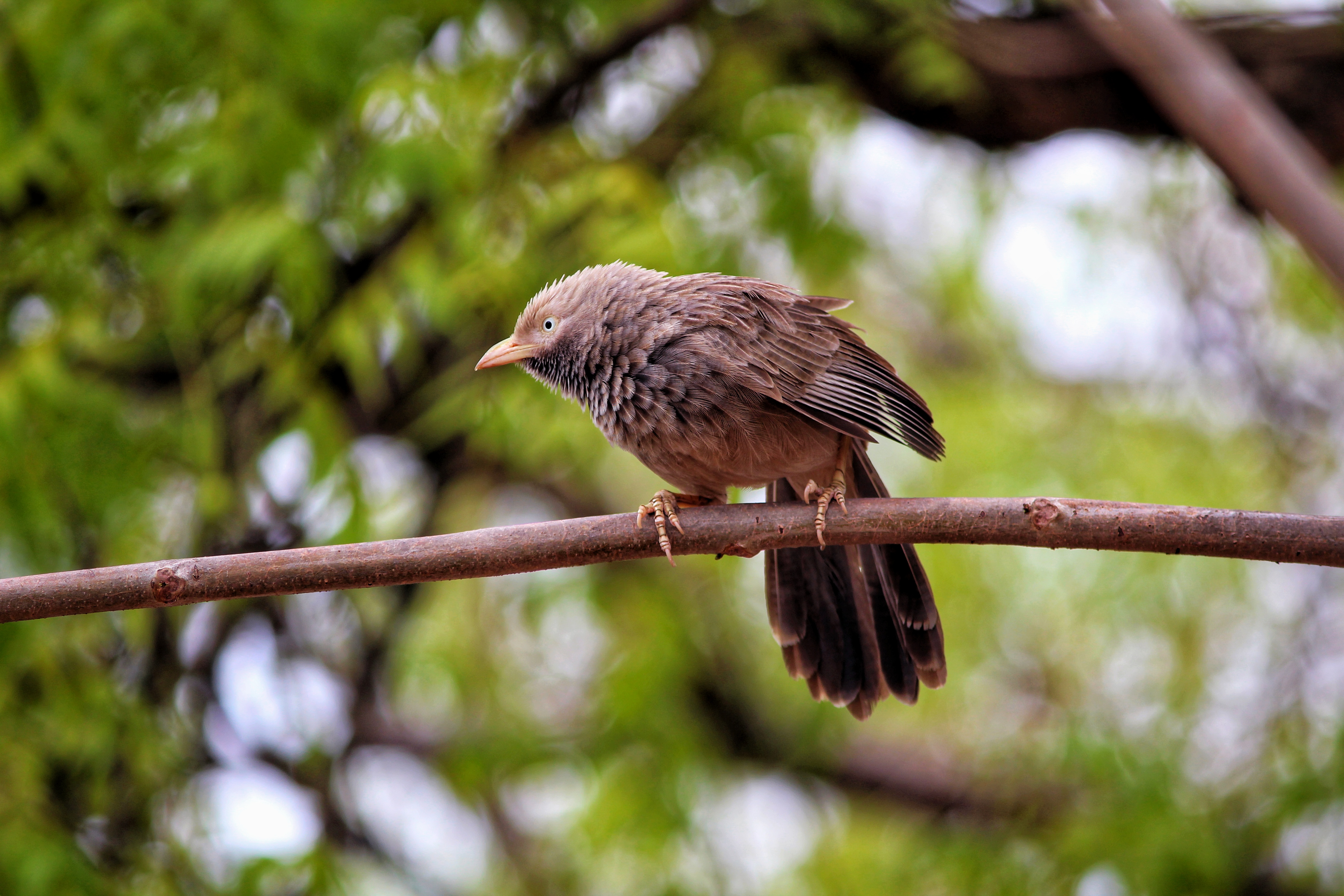
Жовтодзьоба кратеропа

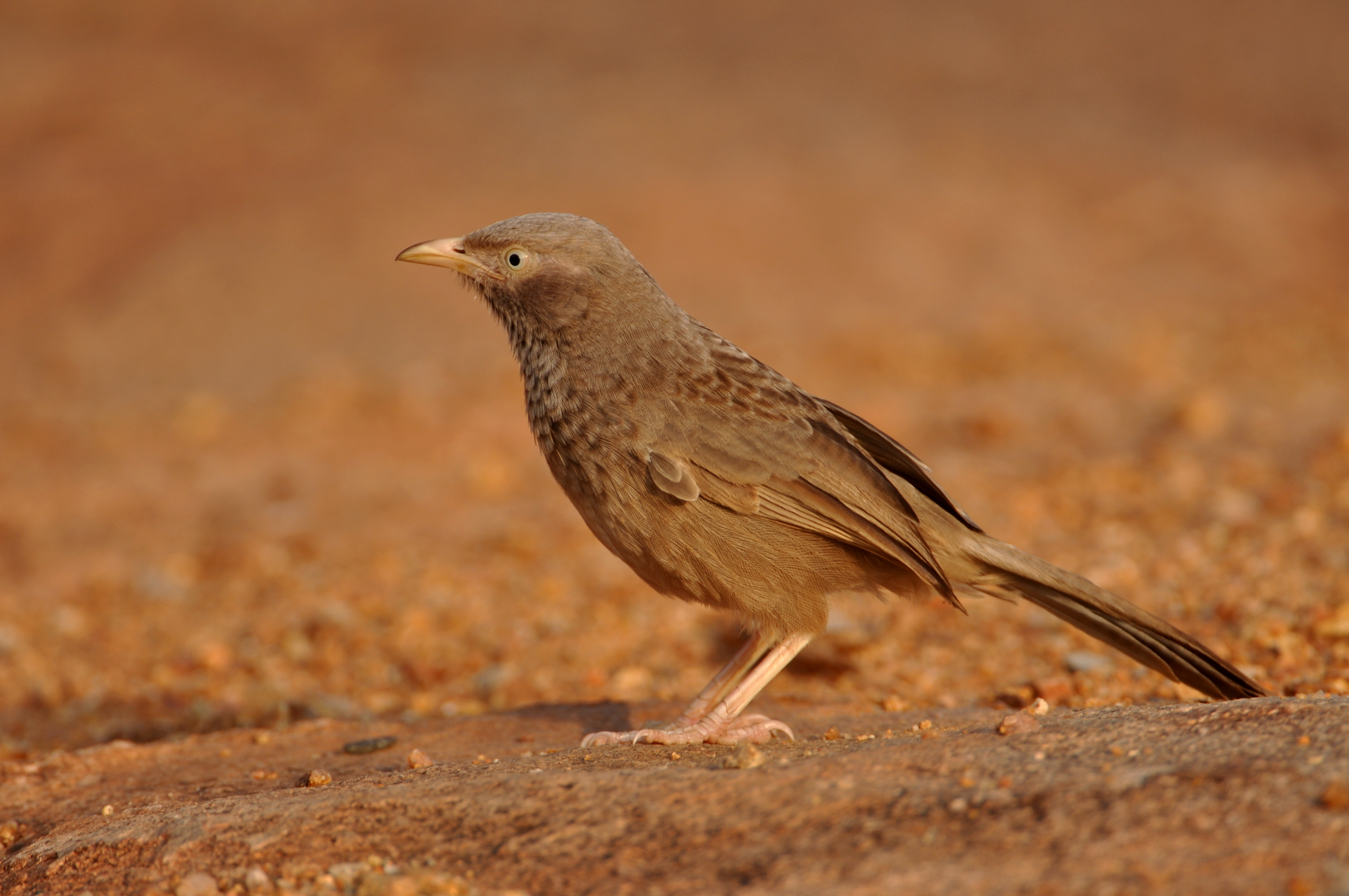
Жовтодзьоба кратеропа

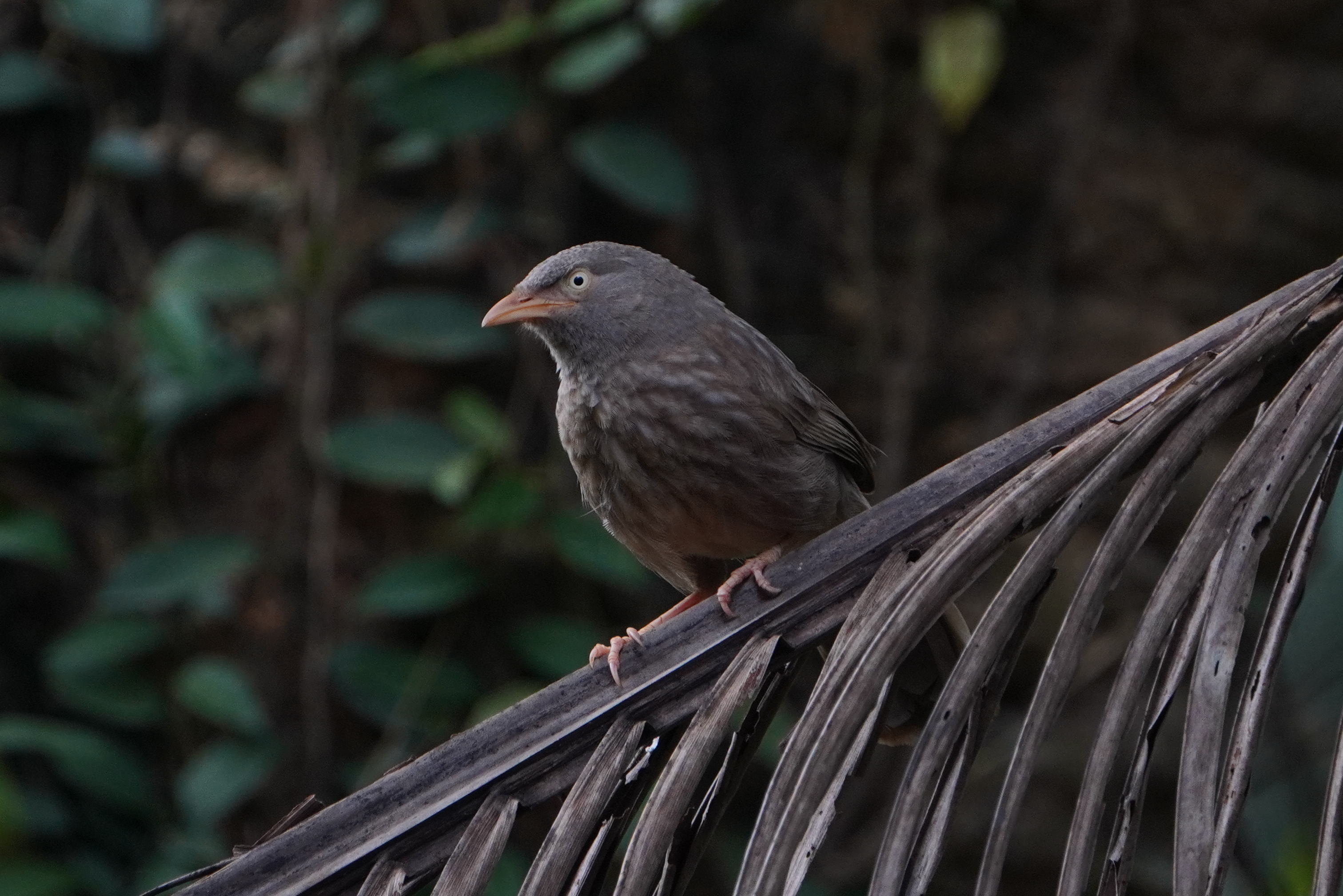
Жовтодзьоба кратеропа

Кратеро́па жовтодзьоба (Argya affinis) — вид горобцеподібних птахів родини Leiothrichidae. Мешкає на півдні Індії та на Шрі-Ланці.

## Опис
Довжина птаха становить 23 см, вага 63 г. Верхня частина тіла сіро-коричнева, горло і груди сірі. поцятковані дрібними плямками, живіт світло-охристий. Голова сіра, очі блакитнувато-білі. Дзьоб жовтий. Представники номінативного підвидумають біле тім'я і потилицю, верхня частина тіла у них тьмяніша. Надхвістя у них світліше, на кінці хвоста широка світла смуга, горло і груди сильніще поцятковані смужками. Представники підвиду A. a. taprobanus мають тьмяно-сірувате забарвлення. Популяції крайнього підвдня Індії дуже схожі на представників цього підвиду, тім'я і спина у них сіруватіші, ніж у інших представників номінативного підвиду.

## Підвиди
Виділяють два підвиди:
- A. a. affinis (Jerdon, 1845) — Індія на південь від південної Махараштри і південно-східного Мадх'я-Прадешу;
- A. a. taprobanus (Ripley, 1958) — Шрі-Ланка.

## Поширення і екологія
Жовтодзьобі кратеропи мешкають в саванах, чагарникових заростях, в садах і на плантаціях, в передмістях і містах. Віддають перевагу посушливішим і відкритішим місцям, ніж попелясті кратеропи. Зустрічаються на висоті до 1000 м на материку і на висоті до 1700 м над рівнем моря на Шрі-Ланці.

## Поведінка
Жовтодзьобі кратеропи зустрічаються в зграях від 7 до 10 і більше птахів. Живляться переважно комахами, а також плодами, нектаром і дрібними хребетними. Члени зграї шукають їжу на землі, тим часом як один вартовий сидить на високо розташованій гілці. Розмножуються протягом всього року, однак в Індії переважно з березня по листопад, а на Шрі-Ланці з дистопада по березень. Гнізда розміщується на деревах, в густій рослинності, на висоті до 4 м над землею. В кладці від 2 до 5 бірюзово-синіх яєць. Інкубаційний період триває 14-16 днів. Жовтодзьобі кратеропи іноді стають жертвами гніздового паразитизму строкатих і білогорлих зозуль. Жовтодзьобим кратеропам притаманне колективний догляд за пташенятами.